# Эндрюс, Эдди
Эдвин Питер «Эдди» Эндрюс (англ. Edwin Peter "Eddie" Andrews, родился 18 марта 1977 года в Кейптауне) — бывший южноафриканский регбист, нынешний вице-мэр Кейптауна с ноября 2021 года. Выступал во время своей регбийной карьеры на позиции пропа, играл за клуб «Стормерз» в Супер 14 и за сборную ЮАР, карьеру завершил досрочно из-за травмы спины.

## Игровая карьера
В 2000 году Эндрюс дебютировал в команде «Уэстерн Провинс» в рамках Кубка Vodacom. В 2003 году он дебютировал в Супер 12 за клуб «Стормерз» против «Харрикейнз».
12 июня 2004 года Эндрюс дебютировал за сборную ЮАР в матче в Блумфонтейне против Ирландии (победа ЮАР со счётом 31:17). Сыграл также вторую встречу против Ирландии в Кейптауне (победа 26:17) и вышел на замену в матче против Уэльса в Претории (победа 53:18). В том же году он сыграл против сборной «Пасифик Айлендерс» в Госфорде в канун Кубка трёх наций. Он сыграл четыре тест-матча (дважды против Новой Зеландии и дважды против Австралии). «Спрингбоки» в том году выиграли Кубок трёх наций; также он сыграл ещё три тест-матча против сборных Северного полушария.
Эндрюс сыграл свой следующий матч 18 июня 2005 года в Дурбане против Франции (ничья 30:30), затем провёл встречи против Австралии и Новой Зеландии в Кубке трёх наций. В конце года сыграл два матча против Аргентины в Буэнос-Айресе и Франции в Париже. Провёл также три матча в середине 2006 года (две победы над Шотландией и поражение от Франции), участвовал в Кубке трёх наций того же года. В 2007 году фигурировал среди кандидатов на попадание в сборную ЮАР и участие в чемпионате мира во Франции, но этому помешало серьёзное повреждение спины, которое привело к досрочному завершению карьеры.
Перед матчем второго раунда Кубка Карри Эндрюс ехал домой с тренировки, когда почувствовал острые боли в спине. Когда врачи провели обследование, то поставили ему диагноз «спиноз позвоночного канала», посоветовав ему завершить игровую карьеру. Для Эндрюса это было страшным ударом: команду только-только возглавил Расси Эразмус, который готов был поставить Эндрюса в основной состав клуба и работать с ним в дальнейшем. Эдди вынужден был заняться лечением спины: хотя тренеры предлагали ему приехать в расположение сборной в связи с травмой Би-Джея Боты, Эндрюс отказался от этого предложения. Помощник тренера сборной Западной Провинции Джером Парватер был одним из немногих, кто почувствовал, что Эндрюс не сможет выступать в полную силу, однако игрок тогда болезненно воспринял подобные претензии. После завершения игровой карьеры он с одноклубником Тондераем Чавхангой основал благотворительный фонд Joshua Foundation.

### Все тест-матчи за сборную
| Номер | Противник         | Счёт  | Позиция      | Дата            | Стадион                        |
| ----- | ----------------- | ----- | ------------ | --------------- | ------------------------------ |
| 1.    | Ирландия          | 31–17 | Правый столб | 12 июня 2004    | Фри-Стейт, Блумфонтейн         |
| 2.    | Ирландия          | 26–17 | Правый столб | 19 июня 2004    | Ньюлендс, Кейптаун             |
| 3.    | Уэльс             | 53–18 | Замена       | 26 июня 2004    | Лофтус Версфельд, Претория     |
| 4.    | Пасифик Айлендерс | 38–24 | Правый столб | 17 июля 2004    | Сентрал-Кост, Госфорд          |
| 5.    | Новая Зеландия    | 21–23 | Правый столб | 24 июля 2004    | Джейд, Крайстчерч              |
| 6.    | Австралия         | 26–30 | Правый столб | 31 июля 2004    | Субиако Овал, Перт             |
| 7.    | Новая Зеландия    | 40–26 | Правый столб | 14 августа 2004 | Эллис Парк, Йоханнесбург       |
| 8.    | Австралия         | 23–19 | Правый столб | 21 августа 2004 | Кингз Парк, Дурбан             |
| 9.    | Уэльс             | 38–36 | Замена       | 6 ноября 2004   | Миллениум, Кардифф             |
| 10.   | Ирландия          | 12–17 | Правый столб | 13 ноября 2004  | Лэнсдаун Роуд, Дублин          |
| 11.   | Англия            | 16–32 | Правый столб | 20 ноября 2004  | Туикенем, Лондон               |
| 12.   | Франция           | 30–30 | Правый столб | 18 июня 2005    | Кингс Парк, Дурбан             |
| 13.   | Австралия         | 33–20 | Правый столб | 23 июля 2005    | Эллис Парк, Йоханнесбург       |
| 14.   | Новая Зеландия    | 27–31 | Замена       | 27 августа 2005 | Кэрисбрук, Данидин             |
| 15.   | Аргентина         | 34–23 | Замена       | 5 ноября 2005   | Хосе Амальфитани, Буэнос-Айрес |
| 16.   | Франция           | 20–26 | Замена       | 26 ноября 2005  | Стад де Франс, Сен-Дени, Париж |
| 17.   | Шотландия         | 36–16 | Правый столб | 10 июня 2006    | Кингз Парк, Дурбан             |
| 18.   | Шотландия         | 29–15 | Правый столб | 17 июня 2006    | Бут Эразмус, Порт-Элизабет     |
| 19.   | Франция           | 26–36 | Правый столб | 24 июня 2006    | Ньюлендс, Кейптаун             |
| 20.   | Австралия         | 0–49  | Замена       | 15 июля 2006    | Санкорп, Брисбен               |
| 21.   | Новая Зеландия    | 17–35 | Замена       | 22 июля 2006    | Уэстпак, Веллингтон            |
| 22.   | Австралия         | 17–25 | Замена       | 7 июля 2007     | Телстра, Сидней                |
| 23.   | Новая Зеландия    | 6–33  | Замена       | 14 июля 2007    | Джейд, Крайстчерч              |

## Политическая карьера
После карьеры игрока Эндрюс стал членом Демократического альянса и был избран в Городской совет Кейптауна от избирательного участка № 78 (Митчеллс-Плейн), затем был переизбран от участка № 73 (Дип-Ривер и Мидоуридж) в 2021 году. 18 ноября 2021 года был избран вице-мэром Кейптауна, сменив Иана Нилсона, занимавшего эту должность на протяжении 12 лет.